# Pronunciamiento de Aznapuquio
El Pronunciamiento de Aznapuquio  fue un pronunciamiento militar contra el gobierno virreinal del Perú en forma de un ultimátum, denominado Intimación de Aznapuquio por sus autores, y, en algunas fuentes historiográficas hispanoamericanas como rebelión, golpe de Estado, sublevación o motín, y se refiere a las acciones emprendidas por varios jefes del ejército español para deponer al virrey, el teniente general Joaquín de la Pezuela, en el mando del Virreinato del Perú el 29 de enero de 1821.
Participaron del movimiento el teniente general José de la Serna, brigadier José de Canterac, coroneles Jerónimo Valdés (descrito por el virrey como el verdadero cabecilla del motín), Agustín de Otermin, Fulgencio de Toro, Ignacio de Landázuri y Guillén, José Ramón Rodil, Pedro José de Zavala y Bravo del Ribero, Juan Loriga, tenientes coroneles Antonio Seoane, José García Sócoli, Ramón Bedoya, Ramón García Lemoine, comandantes Valentín Ferraz, Mateo Ramírez, Pedro Martín, Antonio Tur, Andrés García Camba, Francisco Narváez y capitán Francisco Xavier Ortiz.

## Antecedentes
A inicios de 1821, el ejército del brigadier José de San Martín ocupaba los pueblos al norte de Lima, mientras el almirante Thomas Cochrane bloqueaba el Callao. Finalmente, San Martín establece su base en Huaura y ocupaba Chancay, amenazando con aislar la urbe de la sierra con la expedición del brigadier Juan Antonio Álvarez de Arenales. Además, se habían sublevado 1000 negros en Pisco animados por la llegada de los revolucionarios y 3000 a 4000 indios en San Juan de Lucanas y Cangallo para ayudar a Arenales. La población de la capital virreinal padecía hambre y pestes, lo que debilitó las redes clientelistas que había formado Pezuela y pudieron haberlo sostenido en el mando. La tropa, de mayoría indígena y encerrada en la ciudad, estaba desertando masivamente, incluso los oficiales y jefes.

## Pronunciamiento
Aznapuquio es una localidad que estuvo situada en Carabayllo, inmediatamente al norte de la ciudad de Lima (actuales distritos de Independencia y Los Olivos), en donde se encontraba el campamento militar español del denominado Ejército de Lima cuyos regimientos eran los encargados de la defensa de la capital del virreinato.
Pasado el río Chillón estaban el batallón 1.º del I regimiento y el de Castro, los escuadrones 1.º y 2.º de Dragones del Perú, 1.º y 2.º de La Unión, 1.º de Dragones de Lima y otro Dragones del Rey. En Aznapuquio estaban el 2.º regimiento del Infante Don Carlos y el 1.º del Burgos, 2.º de Cantabria y el Ligero de Arequipa, 1 compañía de artillería Volante. En la Piedra Lisa, próximo a Lima estaban: el 1.º del Infante Don Carlos (disminuido de fuerza). En Lurigancho estaban dos escuadrones de Granaderos de la Guardia. En la fortaleza del Callao estaba el batallón de milicias del número y compañías sueltas de Burgos y Fagineros. El puerto era defendido por 24 lanchas cañoneras, las baterías de los castillos Real Felipe, San Miguel y San Rafael, y la fragata Esmeralda de 40 cañones, aunque esta última había sido capturada el 3 de noviembre de 1820.
Las fuerzas eran insuficientes para defender apropiadamente la ciudad, a pesar de ir aumentado con el paso de los años. Eran 2306 hombres en agosto de 1818, 6082 en diciembre de 1819, 7815 en agosto de 1820, y 15 773 en enero de 1821. Sin embargo, respecto de esta última cifra, es descartada como una exageración por Barros Arana, aún contando las milicias, siendo probable que no pasaran de 6000 a 7000 (la mitad acantonados en Aznapuquio), especialmente después que el virrey enviara dos divisiones de mil soldados cada una a Ica y la sierra, lo que hacia imposible que tuviera en la capital virreinal más de siete mil efectivos. Solo 4500 estaban disponibles para la batalla. Era el mayor ejército reunido en la capital virreinal desde que Manuel de Amat y Junyent organizó una poderosa milicia durante la guerra de los Siete Años.
En Aznapuquio se encontraban los comandantes La Serna y Toro que fueron en la noche anterior a la intimidación a Lima a reunirse con Canterac, Seoane y Valdés, con quienes llevaban días preparando el golpe. Después de asegurar la lealtad de sus unidades firmaron un documento exigiendo la renuncia del virrey y lo enviaron al secretario de la Junta de Generales, Juan Loriga, que se la presentó a Pezuela. Éste mandó reunir a los altos mandos ante oficiales leales y sublevados manifestó que era necesario resolver el problema antes que San Martín se enterada. Sabiendo que los sublevados habían amenazado con tomar las armas si su exigencia no era aceptada, Pezuela nombró general en jefe a La Serna y se retiró a su despacho. El nuevo generalísimo decidió ante la junta pedir a su predecesor firmar un juramento solemne en que renunciaba a su autoridad, y así se hizo. Poco después, los sublevados hicieron formar a las tropas y les dieron la noticia de que La Serna era el nuevo virrey y capitán general. Los altos mandos que no participaron se marcharon a sus casas como las tropas al campamento. La Serna (que deseaba volver a España por la mala salud que le causaba el clima peruano) intento rechazar el nombramiento, pero la junta de mandos le hizo entender que era su deber como el más alto oficial que quedaba. Su primera acción fue nombrar a Canterac general en jefe de Lima y a Valdés jefe de Estado Mayor.
La noticia no fue creída en Lima hasta que el virrey Pezuela salió de su casa en un carruaje acompañado de su familia, mientras los nuevos mandos entraban al palacio virreinal después de las oraciones. De inmediato, La Serna dio orden de triplicar las patrullas de vigilancia. La Serna terminó dando pasaporte a su predecesor y algunos oficiales que no estaban de acuerdo con lo sucedido para volvieran a España dos días después.
El pronunciamiento denuncia la actitud del virrey Pezuela al que se acusa de agotar las fuerzas del Ejército Real del Perú dejándolo anclado en la defensa de Lima, no batir a San Martín en la hacienda Retes (Huaral), descuidar su obligación de mantener en la sierra un ejército viable que aguantara hasta la llegada de refuerzos desde España y tomar malas decisiones militares que causaron desde el arribo de San Martín hasta ese momento 14 798 bajas realistas (desertores, muertos, heridos y prisioneros). Pero la peor acusación era de querer capitular en contra de los deseos de sus lugartenientes. La verdad es que el virrey sabía que era imposible vencer si no llegaban refuerzos prontamente de España. Empeoraba la situación que en la península no hubiera un gobierno claramente legítimo que les diera órdenes. Por estas razones Pezuela y varios notables del Cabildo estaban empezando a considerar la capitulación, algo inaceptable para los oficiales. Como señalan algunos autores, de haber capitulado los peruanos se habrían ahorrado cuatro años de desastrosa guerra e intervenciones extranjeras.

## Consecuencias
El «intruso virrey de Lima» según su predecesor, fue confirmado sucesivamente por el Trienio liberal (le llegaba las noticias el 9 de marzo de 1822) y más tarde por el gobierno absoluto del monarca Fernando VII el 19 de diciembre de 1823 (la noticia le llegó el 4 de junio de 1824). Rápidamente se decidió por enviar a Valdés con 1200 soldados al valle del Jauja el 25 de marzo para asegurar las comunicaciones con el interior. Mientras, el brigadier Mariano Ricafort salía de Huancavelica y destrozaba a los montoneros de la sierra.
La nueva dirección trasladó la capital virreinal al Cuzco y cambió el curso de la guerra, abandonando Lima el 6 de julio, lo que condujo a la ocupación sanmartiniana de la misma tres días después y la desaparición violenta de los españoles residentes a manos de los insurgentes, pasaron de 10 000 a 600 en un año. Paralelamente en la sierra también llevó a la sucesión de victorias militares emprendidas por el ejército realista desde su bastión de los Andes peruanos (sin ayuda exterior) hasta la Rebelión de Olañeta en 1824.